# Wolfgang Gehrke (Politiker)
Wolfgang Gehrke (* 10. November 1945 in Hamburg) ist ein deutscher Ingenieur, Kommunalpolitiker (CDU) und Manager.

## Leben
Der promovierte Ingenieur Wolfgang Gehrke war von 1988 bis 1996 Stadtbaurat in Fulda.
Von 1996 bis 1997 war Gehrke Bürgermeister und Baudezernent in Darmstadt.
In den Jahren 1999 und 2005 bewarb er sich für das Amt des Oberbürgermeisters in Darmstadt, er unterlag jedoch in den beiden Wahlen dem jeweiligen SPD-Bewerber.
Gehrke war von 1998 bis zum Jahr 2005 Direktor des TÜV Hessen.
Daneben war er viele Jahre lang Stadtverordneter, Vorsitzender der CDU-Stadtverordnetenfraktion und Stadtverordnetenvorsteher in Darmstadt.
Bis heute ist der Bau- und Verkehrsexperte Gehrke ehrenamtlicher Stadtrat in Darmstadt.
Wolfgang Gehrke ist mit der Dänin Kirsten Gehrke verheiratet. Die Familie Gehrke wohnt in Darmstadt-Bessungen.